# Moderate Dems Working Group
Moderate Dems Working Group est un caucus du Sénat des États-Unis qui regroupe des sénateurs démocrates modérés. Le but du groupe est de travailler avec la majorité démocrate du Sénat et l'administration Obama[Passage à actualiser] « afin de trouver des solutions de bon sens à des problèmes nationaux urgents. » Les membres du groupe se sont « engagés à poursuivre une politique pragmatique, de maintenir des politiques fiscalement durables à travers divers sujets, tels que la réduction du déficit public, la réforme de la santé, la crise des subprimes, la réforme de l'éducation, la politique énergétique ou encore le changement climatique. »
Le Moderate Dems Working Group a été créé le 18 mars 2009, et il est dirigé par les sénateurs Evan Bayh, Tom Carper et Blanche Lincoln. Il est considéré comme l'équivalent au Sénat de la Blue Dog Coalition de la Chambre des Représentants. Cette coalition a reçu les louanges du leader des démocrates au Sénat Harry Reid, mais a été critiqué par d'autres comme étant simplement « une couverture politique pour les sénateurs démocrates représentants des États républicains ou des États en balance, en rendant ainsi plus difficile aux républicains de les lier aux libéraux démocrates ».

## Membres

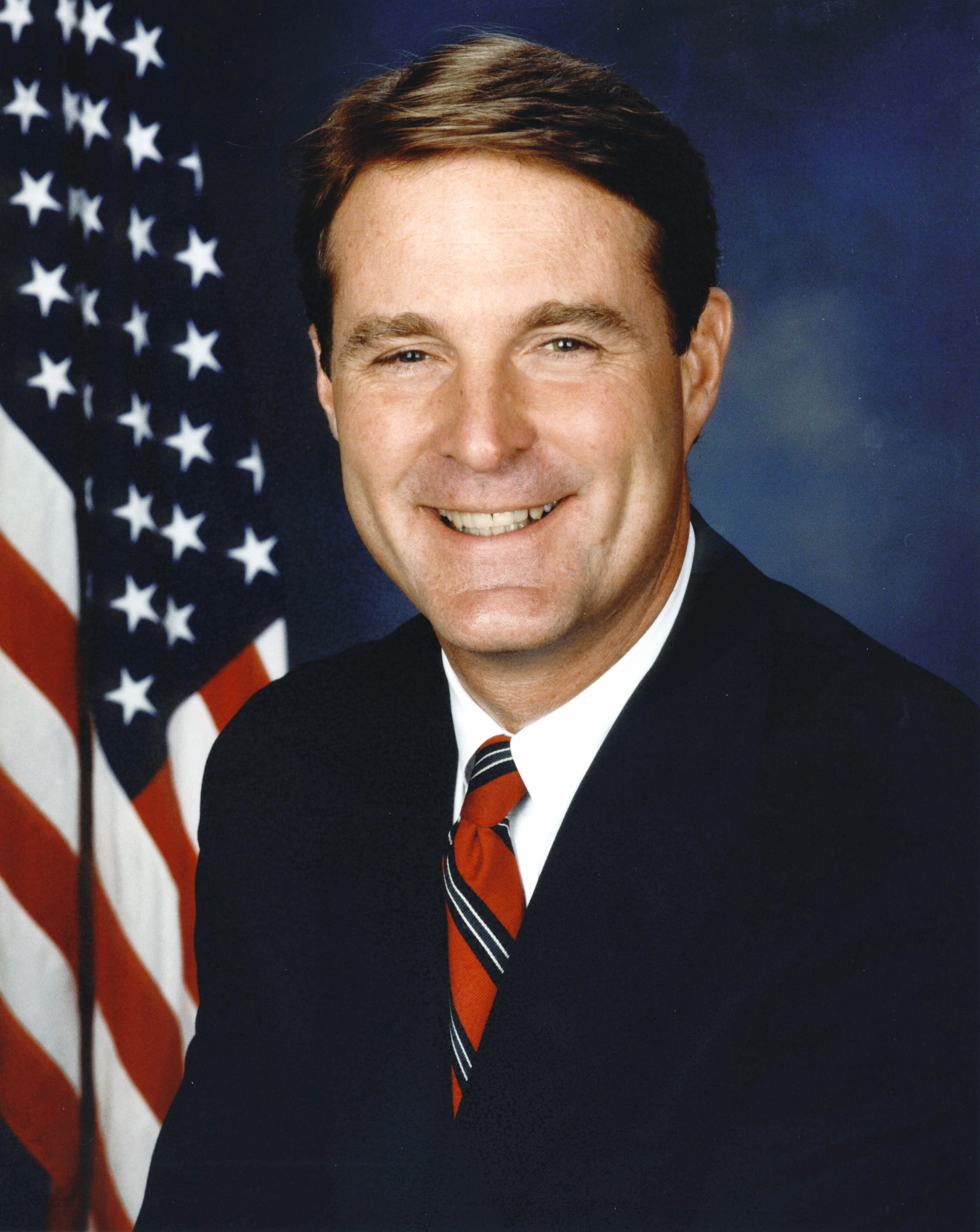
Evan Bayh, Indiana (ne s'est pas représenté en 2010)
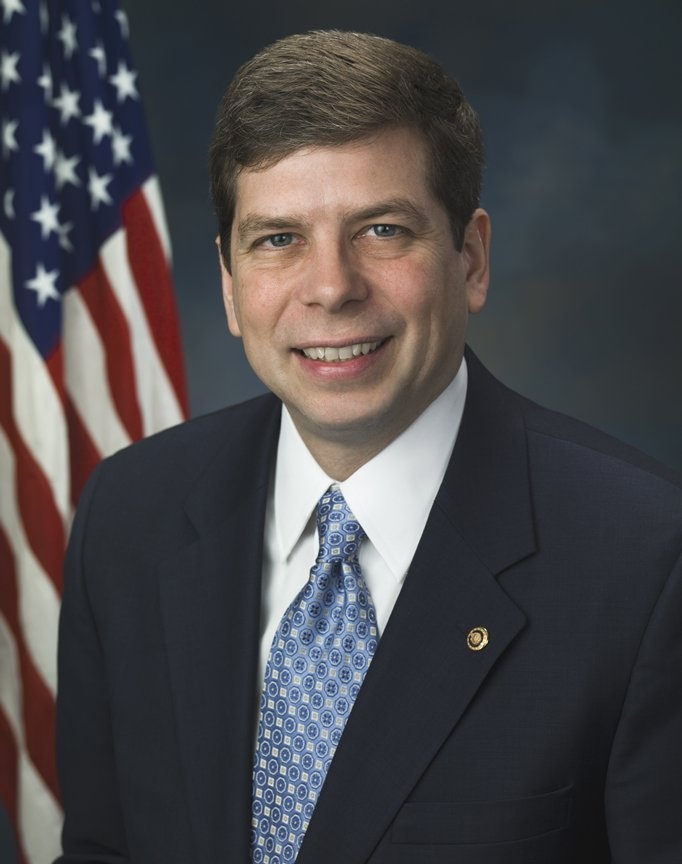
Mark Begich, Alaska
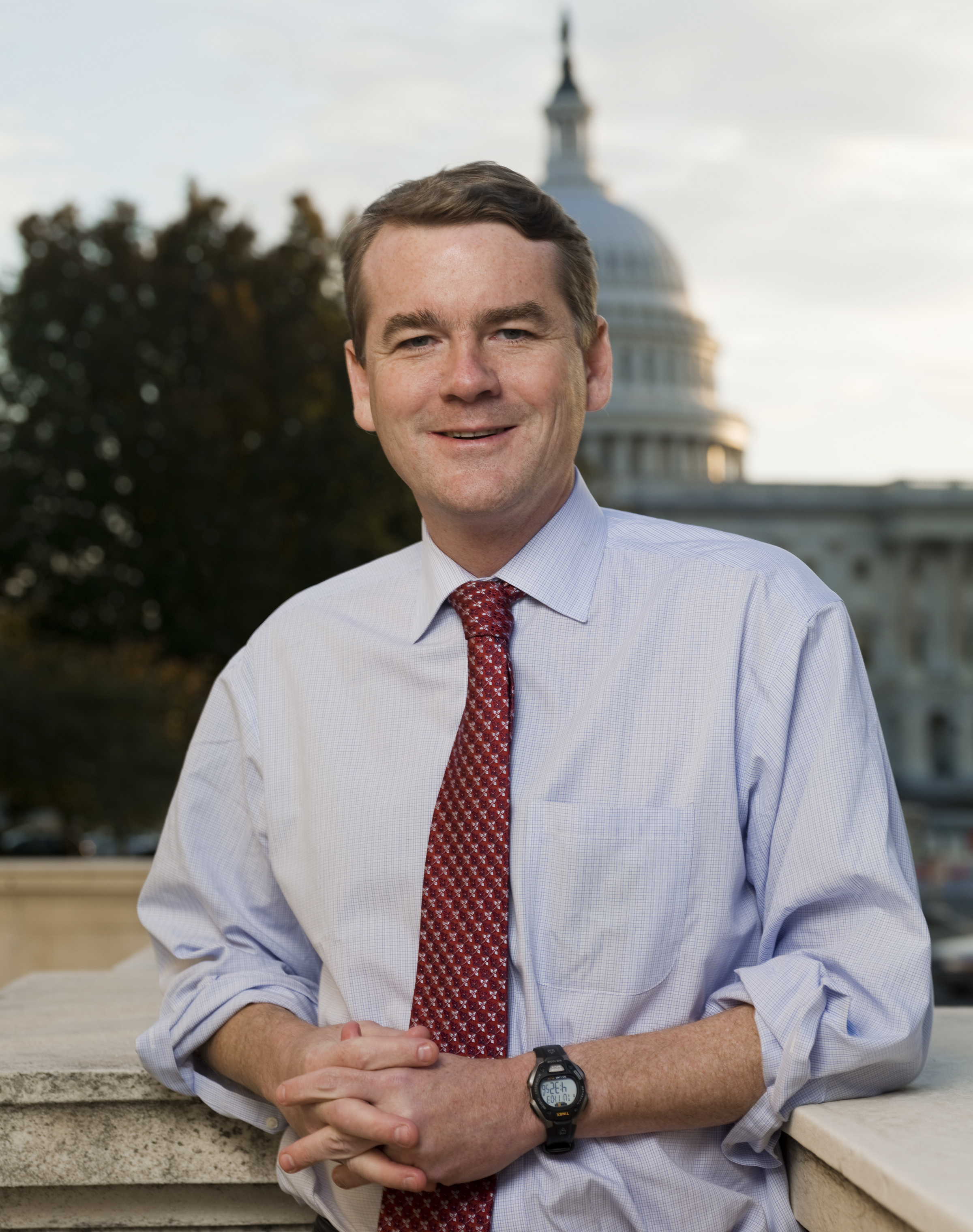
Michael Bennet, Colorado
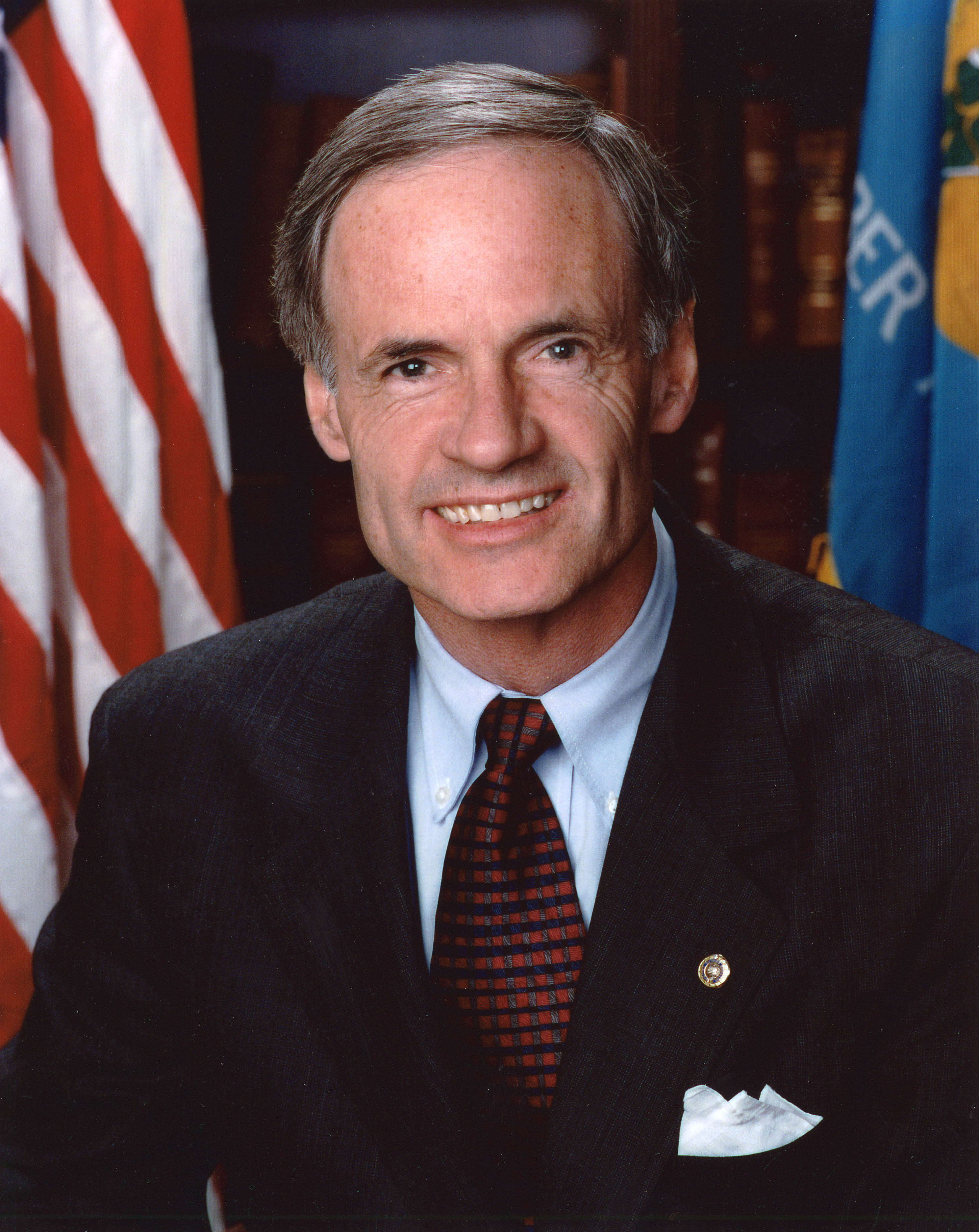
Tom Carper, Delaware
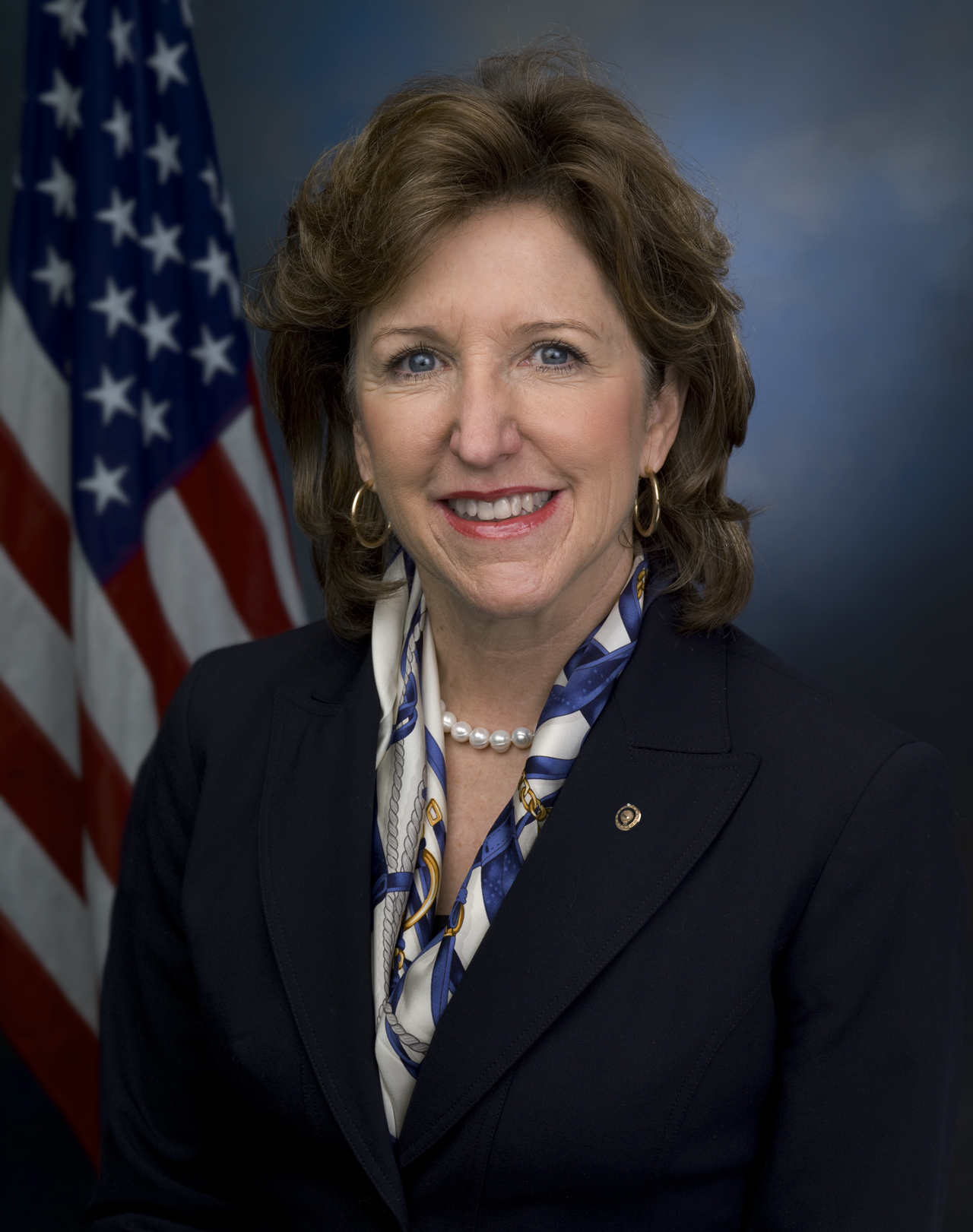
Kay Hagan, Caroline du Nord
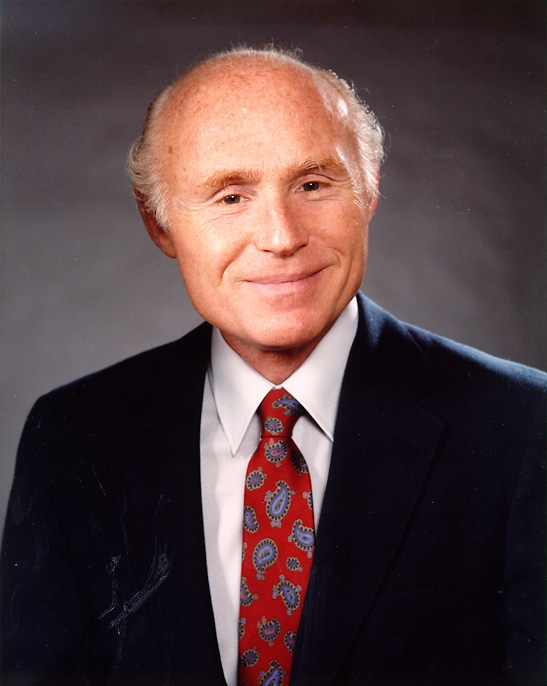
Herb Kohl, Wisconsin
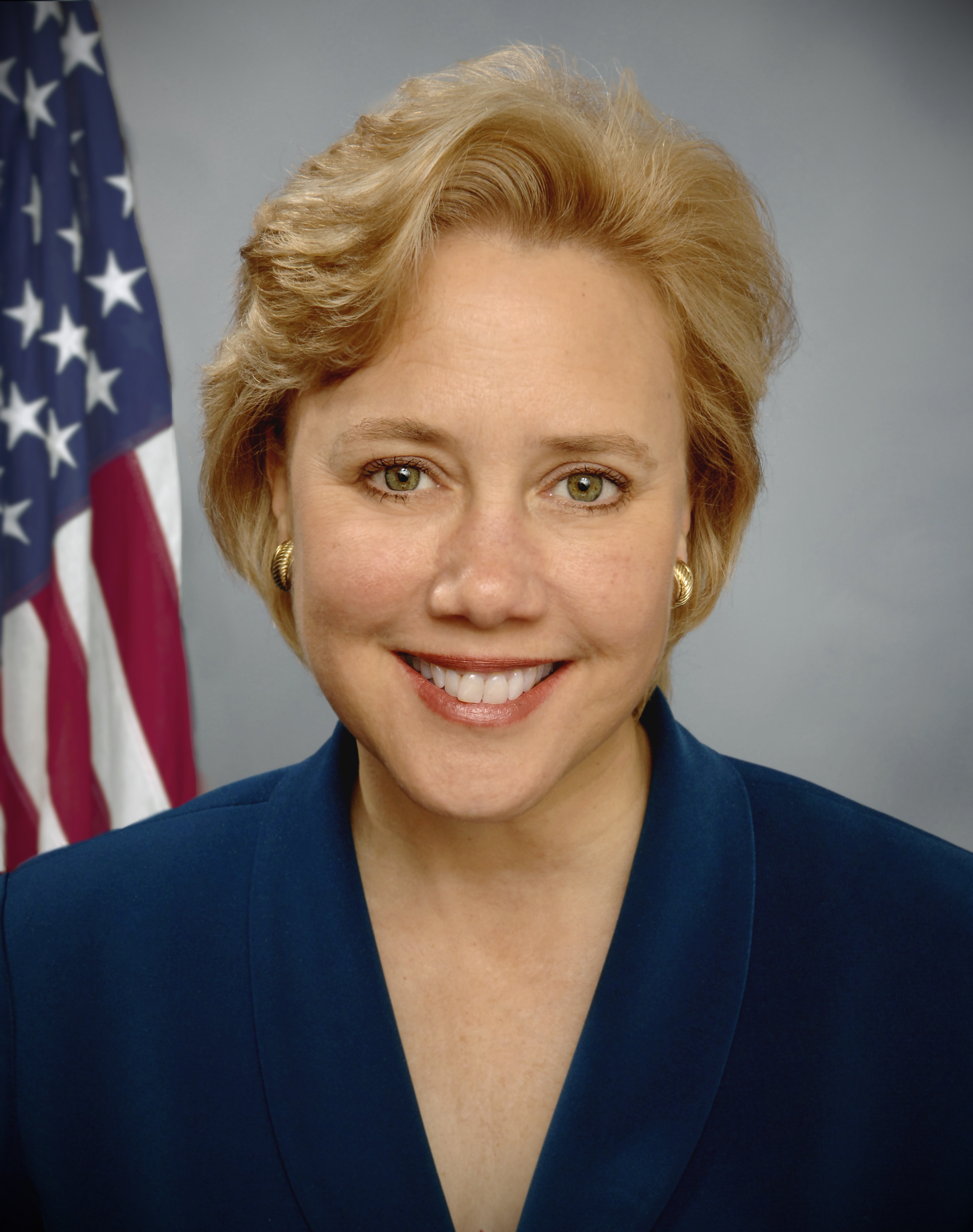
Mary Landrieu, Louisiane
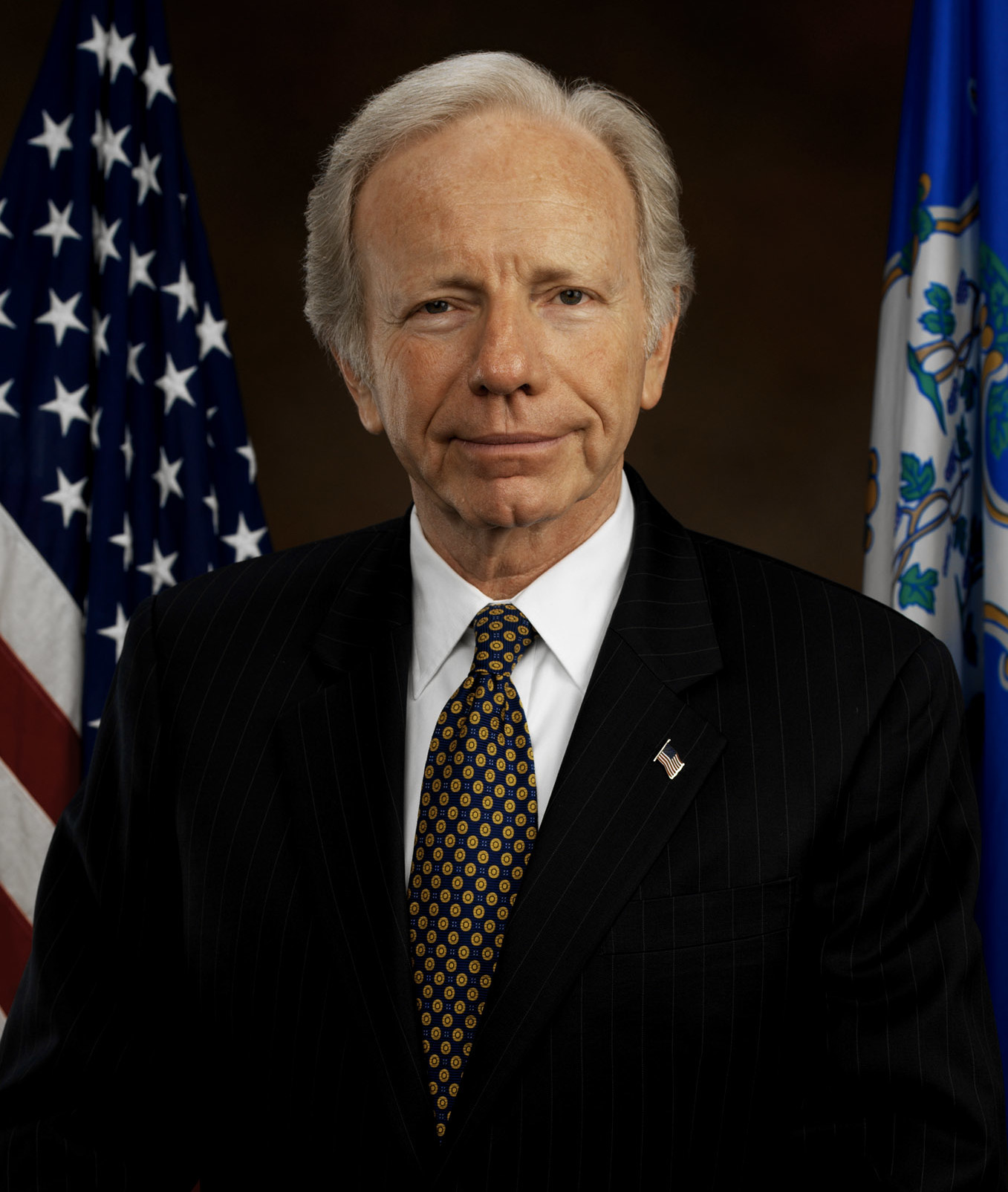
Joe Lieberman, Connecticut
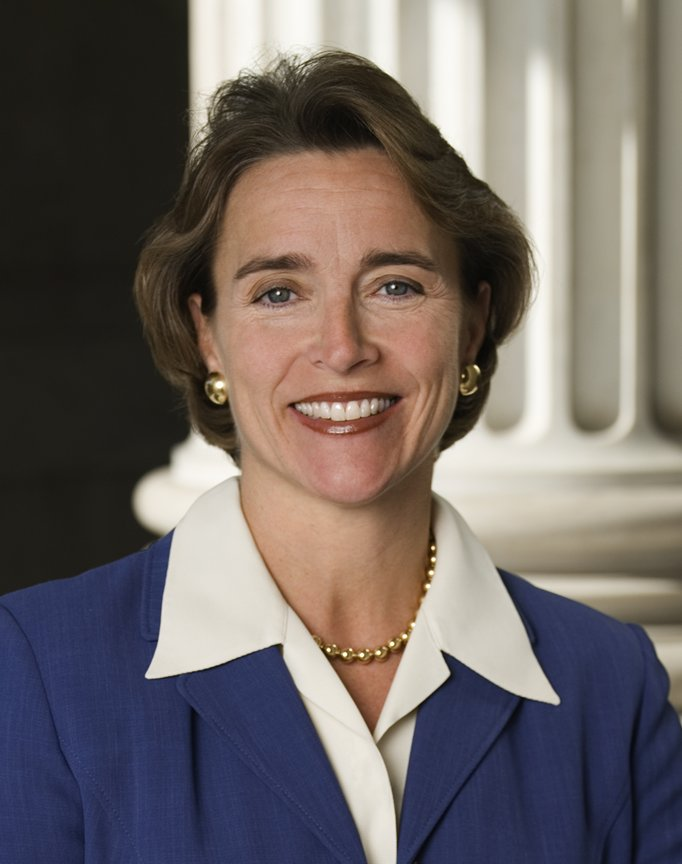
Blanche Lincoln, Arkansas (candidate à sa réélection elle est battue en 2010)
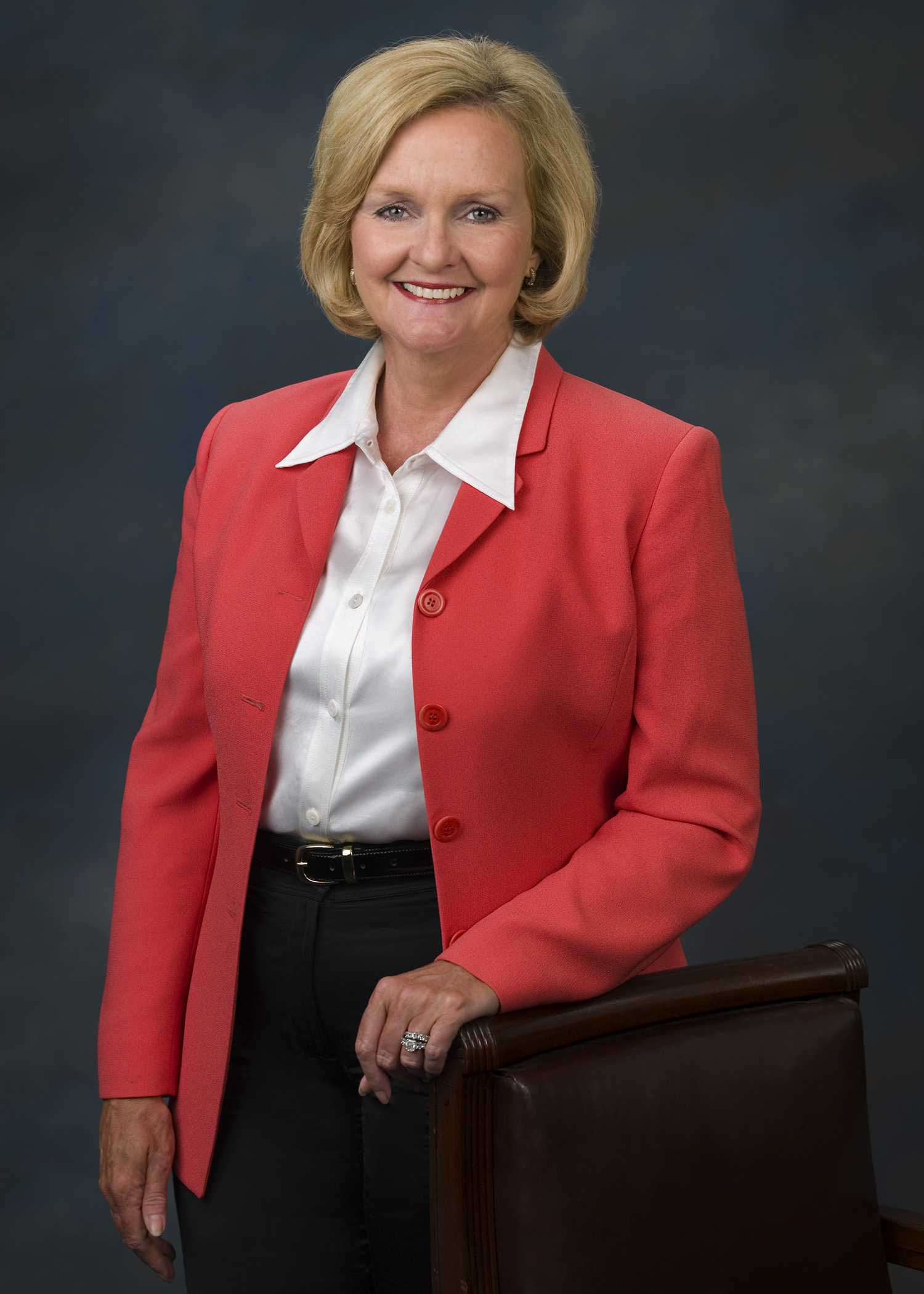
Claire McCaskill, Missouri
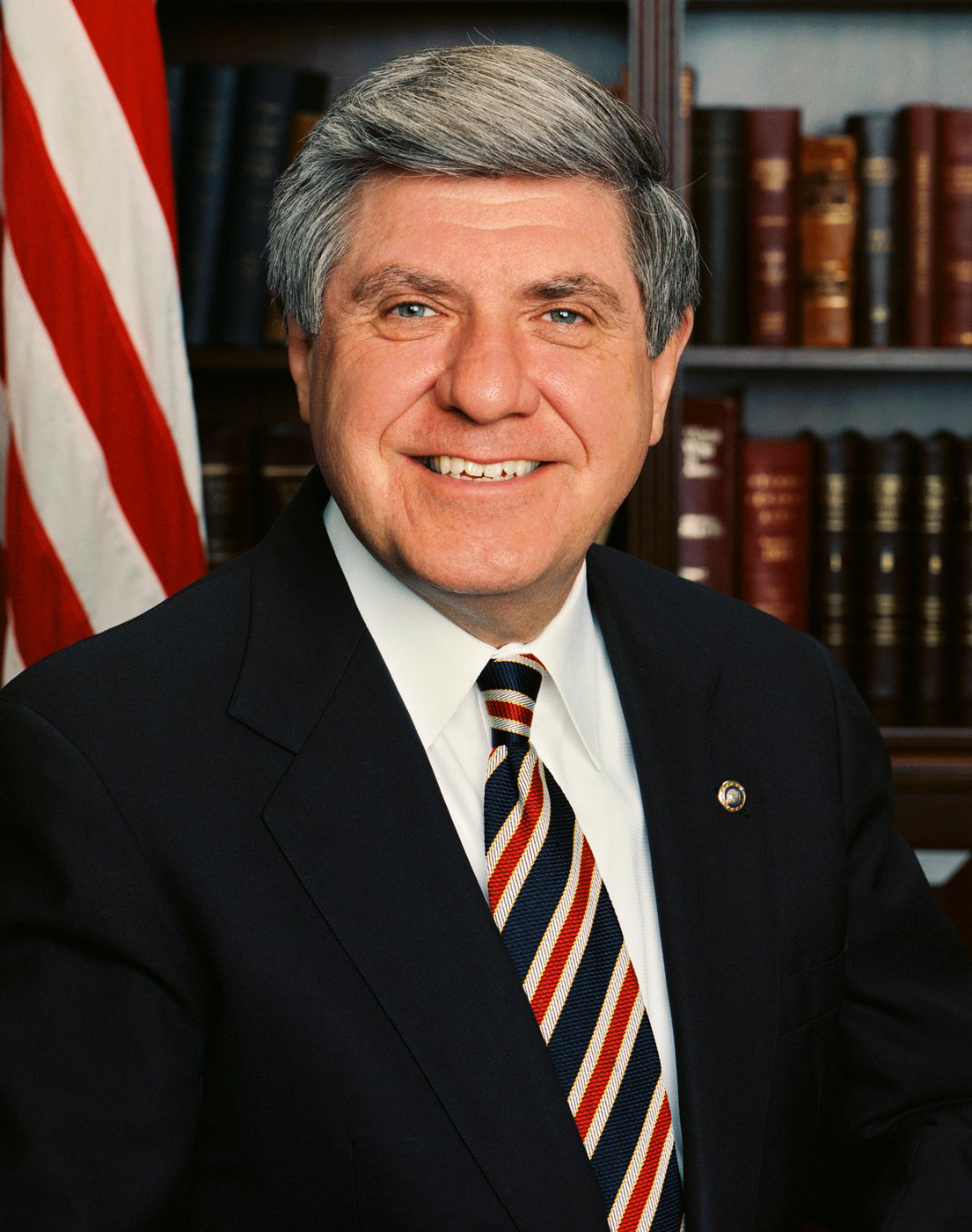
Ben Nelson, Nebraska
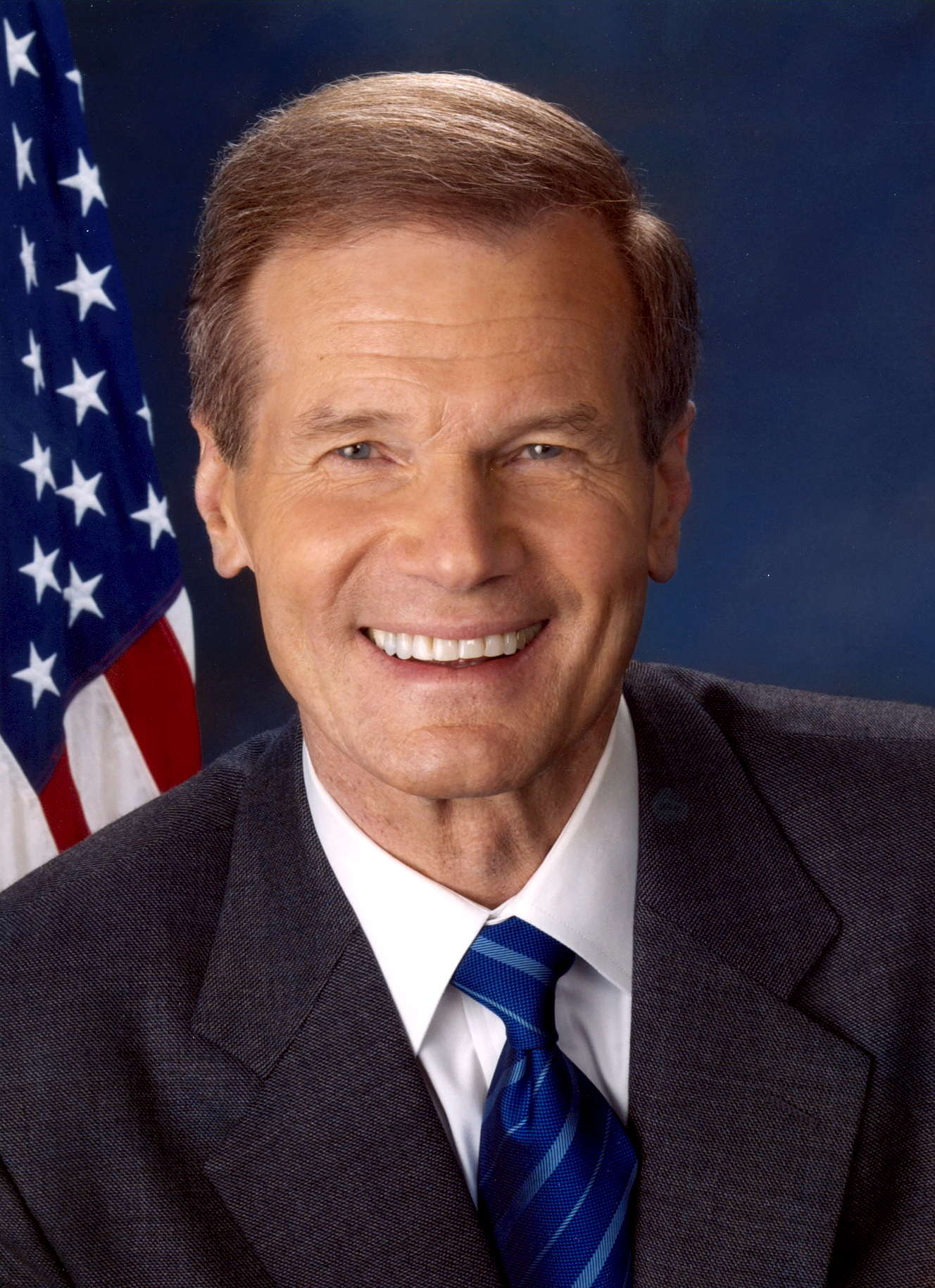
Bill Nelson, Floride
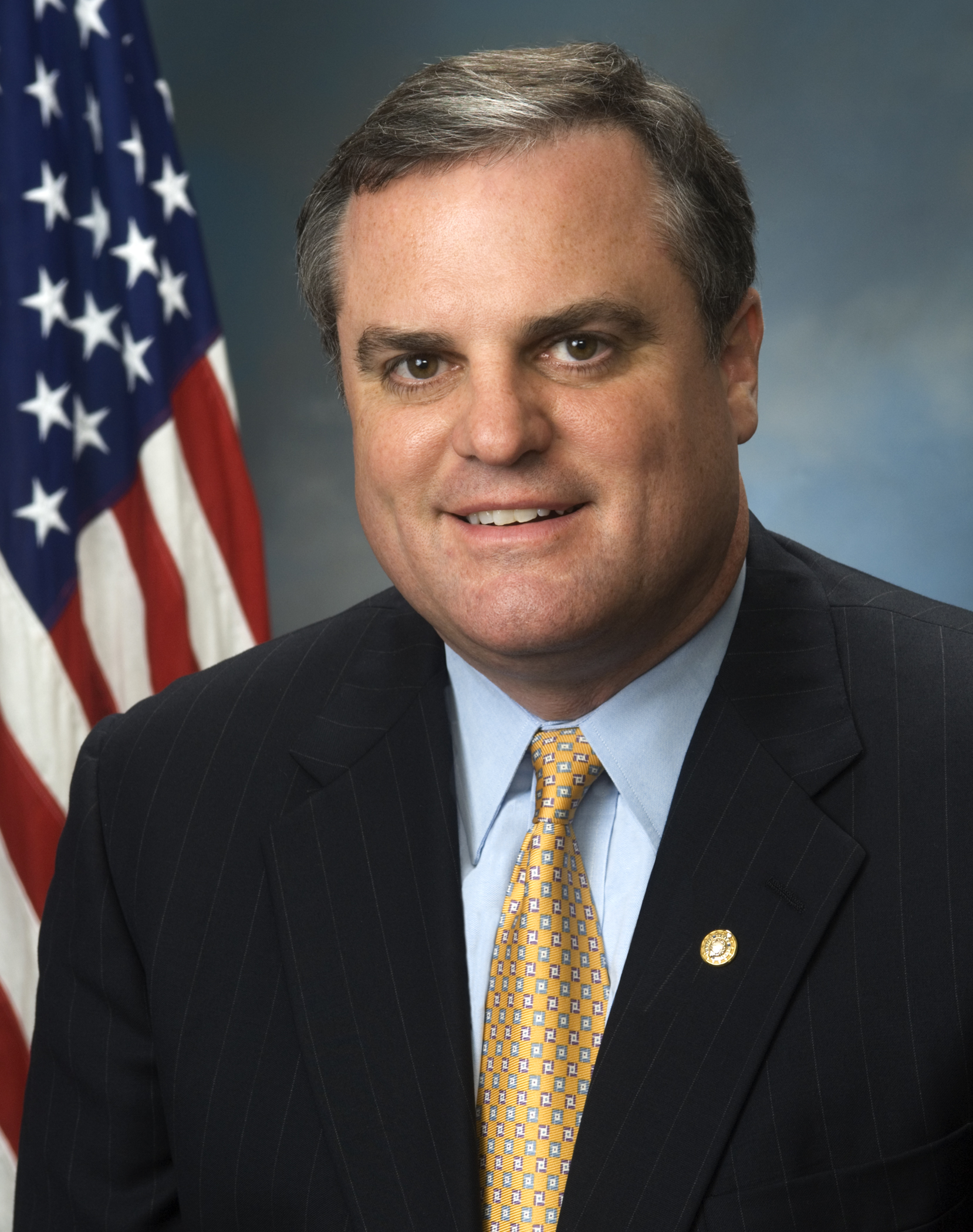
Mark Pryor, Arkansas
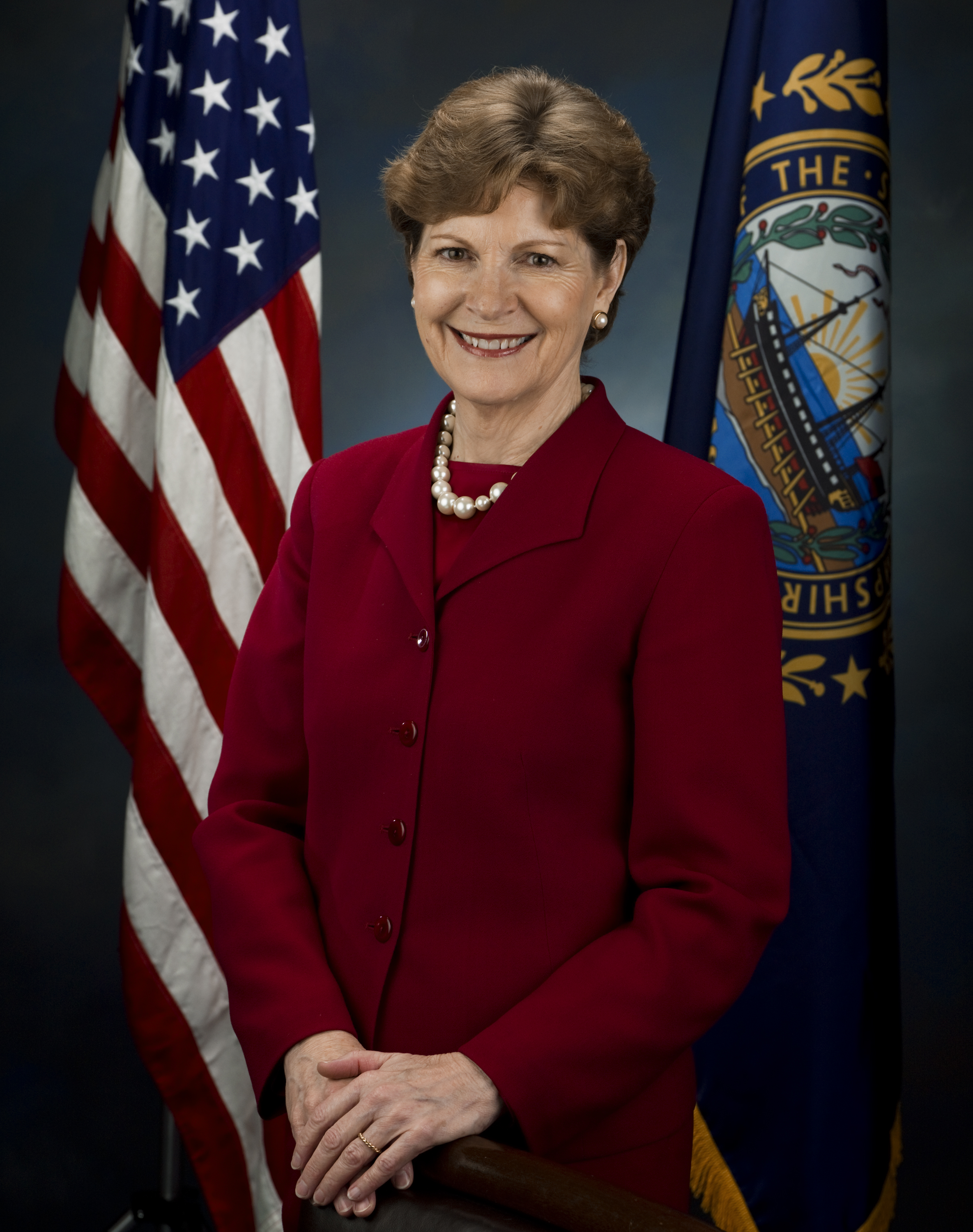
Jeanne Shaheen, New Hampshire
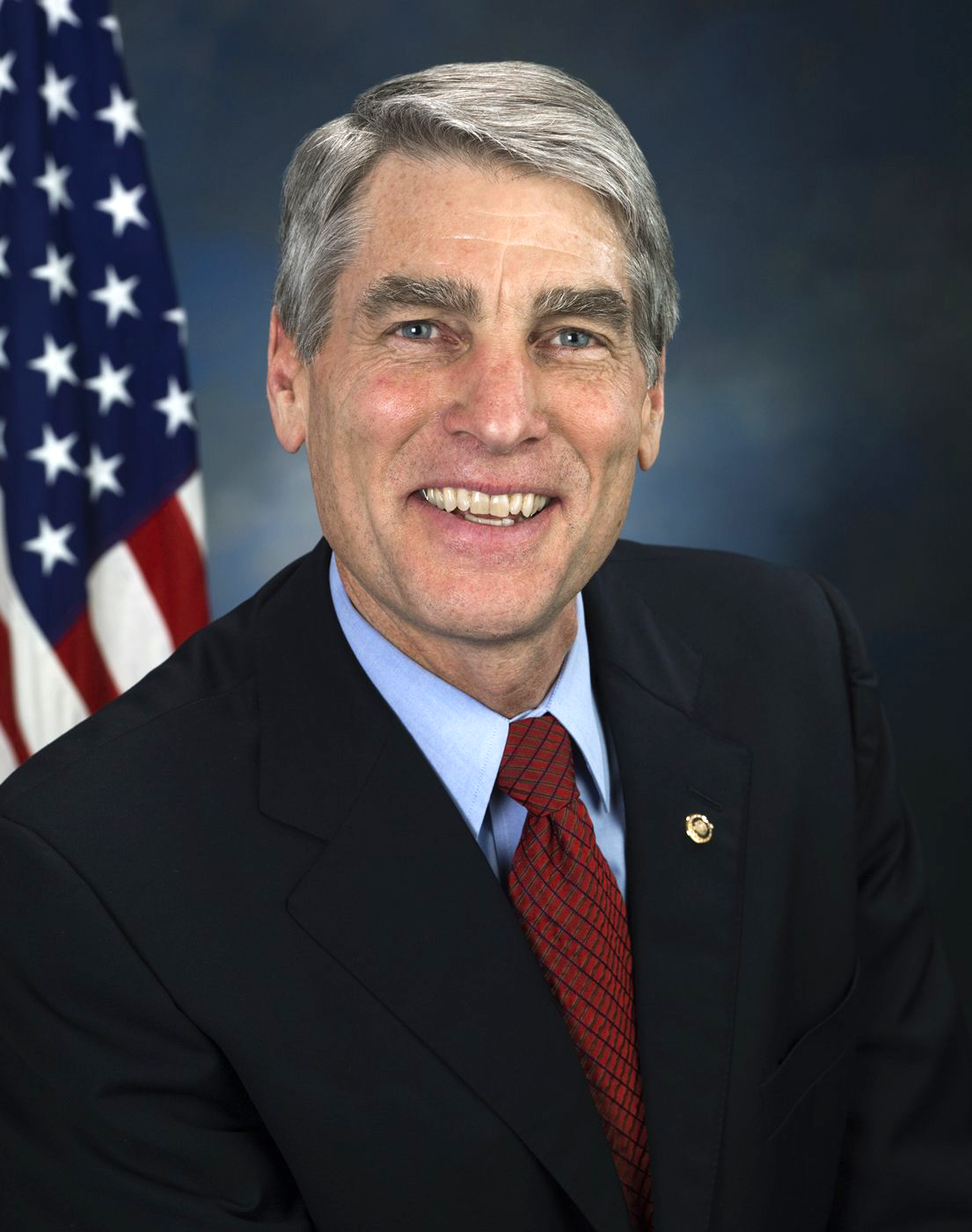
Mark Udall, Colorado
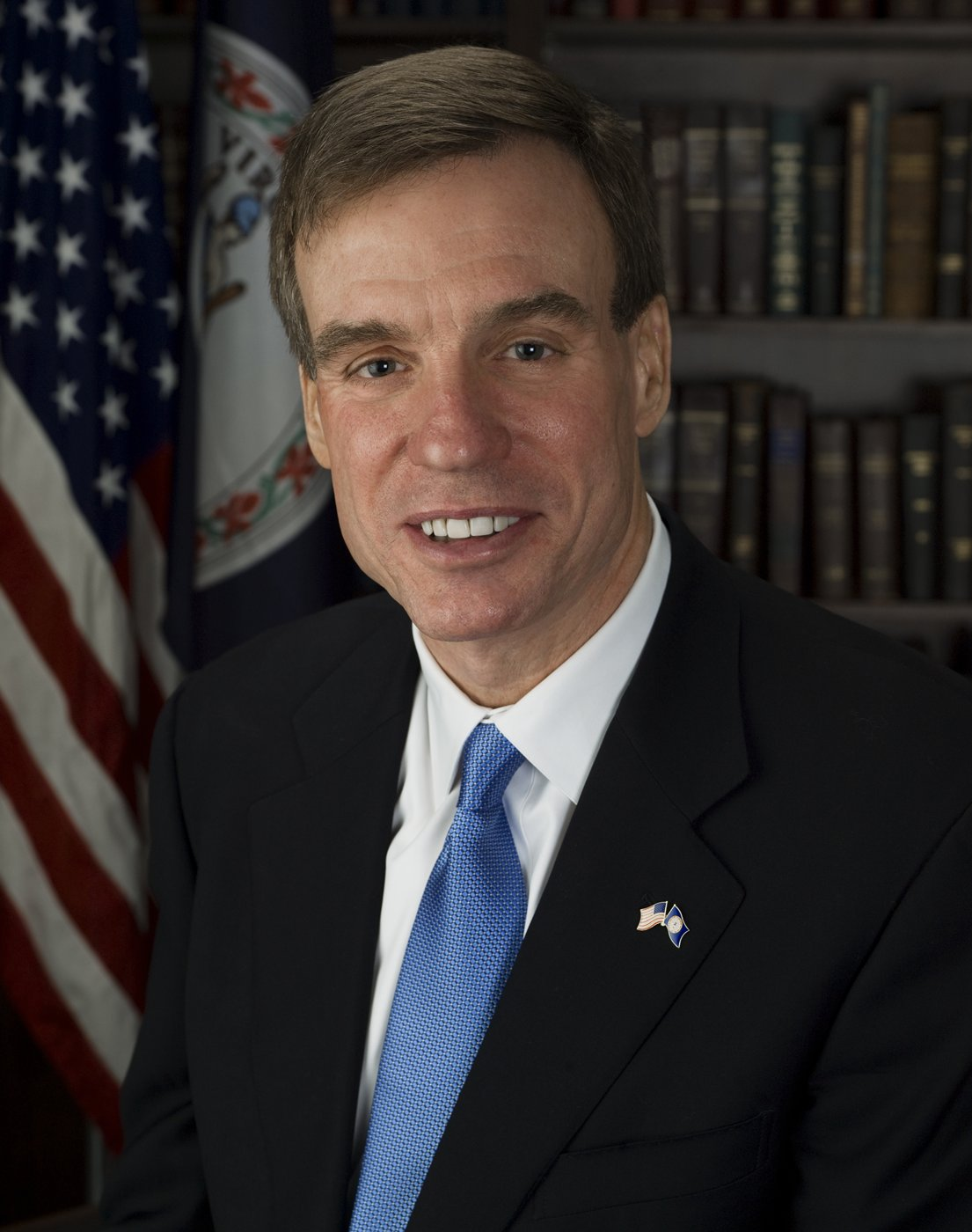
Mark Warner, Virginie

### Source
- (en) Cet article est partiellement ou en totalité issue d'une traduction de l'article Wikipédia en anglais intitule « en:Moderate Dems Working Group ».